# د ویس (مجموعه تلویزیونی)
د ویس (به انگلیسی: The Voice) برنامه‌ای تلویزیونی، محصول شبکه تلویزیونی ان‌بی‌سی آمریکا است. این برنامه در بیست و شش آوریل ۲۰۱۱ به منظور جستجوی ستاره جدید موسیقی آغاز شد و تا کنون به عنوان یکی از برنامه‌های پرمخاطب ادامه دارد؛ و یکی از محبوب‌ترین برنامه‌ها در تاریخ تلویزیون آمریکا محسوب می‌شود. هدف این برنامه کشف بهترین خواننده در این کشور بر پایه رأی بینندگان است. داوری این مسابقه از میان مشاهیر و معروف‌ترین خوانندگان آمریکایی هستند. روند مسابقه به این صورت می‌باشد که ابتدا شرکت کنندگان برگزیده به روی سن می‌روند و آهنگی را اجرا می‌کنند، اما داوران مسابقه پشت به شرکت‌کننده می‌نشینند و فقط به صدای شرکت‌کننده گوش می‌دهند در صورتی که صدای شرکت‌کننده نظر آن‌ها را جلب کند با فشار دادن دکمه ای که در جلوی صندلی آن‌ها قرار گرفته، صندلی می‌چرخد و به سمت خواننده می‌ایستد. با اینکار خواننده توسط این داوران انتخاب می‌شوند و وارد تیم آن‌ها می‌شوند. در صورتی که از بین چهار داور، بیش از یک داور شرکت‌کننده را انتخاب کند اینبار نوبت شرکت‌کننده است که انتخاب کند در تیم کدام داور قرار می‌گیرد.
تا کنون ۱۸ فصل از این برنامه پخش شده‌است و برندگان به‌ترتیب، خاویر کلون، جرمین پل، کسیدی پوپ، دنیلا باردبری، تسانه چین، جاش کافمن، کریک وین بوید، ساویر فردریکس، جردن اسمیت، الیسن پورتر، ساندنس هِد، کریس بلو، کلوئی کوهانسکی، برایان کارتلی، شول شفرد، میلین جرمن، جیک هووت و تاد تیلمن بوده‌اند.
در این برنامه همواره چهار مربی/داور در هر دوره حضور دارند. به علاوه، در مراحل مختلف مربیان دیگری نیز برای کمک به شرکت کنندگان دعوت
می‌شوند.

## مربیان
- بلیک شلتن (همه فصل‌ها)
- آدام لوین (فصل ۱ تا ۱۶)
- کریستینا آگیلرا (فصل ۱–۳، ۵، ۸ و ۱۰)
- سیلو گرین (فصل ۱–۳ و ۵)
- شکیرا (فصل ۴ و ۶)
- آشر (فصل ۴ و ۶)
- گوئن استفانی (فصل ۷، ۹، ۱۲، ۱۷ و ۱۹)
- فارل ویلیامز (فصل ۷ تا ۱۰)
- مایلی سایرس (فصل ۱۱ و ۱۳)
- الیشیا کیز (فصل ۱۱–۱۲ و ۱۴)
- جنیفر هادسون (فصل ۱۳ و ۱۵)
- کلی کلارکسون (فصل ۱۴ تا کنون)
- جان لجند (فصل ۱۶ تا کنون)
- نیک جوناس (فصل ۱۸)
- آریانا گرانده (فصل ۲۱)
- نایل هوران

| جدول زمانی مربی‌ها | جدول زمانی مربی‌ها | جدول زمانی مربی‌ها | جدول زمانی مربی‌ها | جدول زمانی مربی‌ها | جدول زمانی مربی‌ها | جدول زمانی مربی‌ها | جدول زمانی مربی‌ها | جدول زمانی مربی‌ها | جدول زمانی مربی‌ها | جدول زمانی مربی‌ها | جدول زمانی مربی‌ها | جدول زمانی مربی‌ها | جدول زمانی مربی‌ها | جدول زمانی مربی‌ها | جدول زمانی مربی‌ها | جدول زمانی مربی‌ها | جدول زمانی مربی‌ها | جدول زمانی مربی‌ها |
| مربی              | فصل‌ها             | فصل‌ها             | فصل‌ها             | فصل‌ها             | فصل‌ها             | فصل‌ها             | فصل‌ها             | فصل‌ها             | فصل‌ها             | فصل‌ها             | فصل‌ها             | فصل‌ها             | فصل‌ها             | فصل‌ها             | فصل‌ها             | فصل‌ها             | فصل‌ها             | فصل‌ها             |
| مربی              | ۱                 | ۲                 | ۳                 | ۴                 | ۵                 | ۶                 | ۷                 | ۸                 | ۹                 | ۱۰                | ۱۱                | ۱۲                | ۱۳                | ۱۴                | ۱۵                | ۱۶                | ۱۷                | ۱۸                |
| ----------------- | ----------------- | ----------------- | ----------------- | ----------------- | ----------------- | ----------------- | ----------------- | ----------------- | ----------------- | ----------------- | ----------------- | ----------------- | ----------------- | ----------------- | ----------------- | ----------------- | ----------------- | ----------------- |
| بلیک شلتن         |                   |                   |                   |                   |                   |                   |                   |                   |                   |                   |                   |                   |                   |                   |                   |                   |                   |                   |
| آدام لوین         |                   |                   |                   |                   |                   |                   |                   |                   |                   |                   |                   |                   |                   |                   |                   |                   |                   |                   |
| کریستینا آگیلرا   |                   |                   |                   |                   |                   |                   |                   |                   |                   |                   |                   |                   |                   |                   |                   |                   |                   |                   |
| سیلو گرین         |                   |                   |                   |                   |                   |                   |                   |                   |                   |                   |                   |                   |                   |                   |                   |                   |                   |                   |
| شکیرا             |                   |                   |                   |                   |                   |                   |                   |                   |                   |                   |                   |                   |                   |                   |                   |                   |                   |                   |
| آشر               |                   |                   |                   |                   |                   |                   |                   |                   |                   |                   |                   |                   |                   |                   |                   |                   |                   |                   |
| گوئن استفانی      |                   |                   |                   |                   |                   |                   |                   |                   |                   |                   |                   |                   |                   |                   |                   |                   |                   |                   |
| فارل ویلیامز      |                   |                   |                   |                   |                   |                   |                   |                   |                   |                   |                   |                   |                   |                   |                   |                   |                   |                   |
| مایلی سایرس       |                   |                   |                   |                   |                   |                   |                   |                   |                   |                   |                   |                   |                   |                   |                   |                   |                   |                   |
| الیشیا کیز        |                   |                   |                   |                   |                   |                   |                   |                   |                   |                   |                   |                   |                   |                   |                   |                   |                   |                   |
| جنیفر هادسون      |                   |                   |                   |                   |                   |                   |                   |                   |                   |                   |                   |                   |                   |                   |                   |                   |                   |                   |
| کلی کلارکسون      |                   |                   |                   |                   |                   |                   |                   |                   |                   |                   |                   |                   |                   |                   |                   |                   |                   |                   |
| کلسی بالرینی      |                   |                   |                   |                   |                   |                   |                   |                   |                   |                   |                   |                   |                   |                   |                   |                   |                   |                   |
| جان لجند          |                   |                   |                   |                   |                   |                   |                   |                   |                   |                   |                   |                   |                   |                   |                   |                   |                   |                   |
| بی بی رکسا        |                   |                   |                   |                   |                   |                   |                   |                   |                   |                   |                   |                   |                   |                   |                   |                   |                   |                   |
| نیک جوناس         |                   |                   |                   |                   |                   |                   |                   |                   |                   |                   |                   |                   |                   |                   |                   |                   |                   |                   |

علائم
  مربی اصلی
  مربی کمکی
  راهنمای کمکی